# Less Than Kind
Less Than Kind est une série télévisée canadienne en 48 épisodes de 22 minutes créée par Marvin Kaye et Chris Sheasgreen, diffusée entre le 13 octobre 2008 et le 2 février 2009 sur Citytv et entre le 19 février 2010 et le 14 juillet 2013 sur HBO Canada.
Cette série est inédite dans tous les pays francophones.

## Synopsis
Sheldon Blecher, un adolescent qui grandit dans une famille aimante, mais dysfonctionnel juive de Winnipeg.

## Distribution
- Benjamin Arthur (en) : Josh Blecher
- Jesse Camacho (en) : Sheldon Blecher
- Maury Chaykin : Sam Blecher (saisons 1 et 2)
- Lisa Durupt (en) : Chandra
- Tyler Johnston : Danny Lubbe
- Wendel Meldrum (en) : Anne Blecher
- Brooke Palsson (en) : Miriam Goldstein
- Nancy Sorel : Clara Fine

## Épisodes

### Première saison (2008-2009)
1. To Be a Man
2. Top of the Class
3. French Is My Kryptonite
4. The Shel Game
5. Note Perfect
6. Insomnia
7. Pakikisama
8. Balls
9. The Daters
10. Husky Boy
11. FUN
12. Career's Day
13. Happy Birthday Sheldon

### Deuxième saison (2010)
1. Third Death's a Charm
2. Terminus Ad Quem
3. I Am Somewhere
4. Something Better
5. Party People
6. Fasto Loves Lebso
7. That's Somebody's Knish
8. Road Trip
9. Coming Home
10. First Nighters
11. Spring Break
12. Showtime
13. The Deluge

### Troisième saison (2012)
1. Fugue State
2. Play It Again, Sam
3. I'm Still Me
4. Coming Around
5. Reparations and Renewal
6. Lawyers and Cougars and Bankers, Oh My!
7. Delirium
8. Danger, Wrestling!
9. The Fwomp
10. Jerk Chicken
11. The Promise Bone
12. Not Weird or Awkward, Just Awesome
13. March Fourth

### Quatrième saison (2013)
La quatrième saison et dernière saison a été diffusée à partir du 2 juin 2013.
1. I'm Only Nineteen
2. Female Trouble
3. Liars
4. Best Men
5. Something Blue
6. Space Box
7. Before The End Begins
8. Fight and Flight - Part 1
9. Fight and Flight - Part 2